# Valle de la Prehistoria en Santiago de Cuba
El Valle de la Prehistoria en Santiago de Cuba es un centro recreativo y turístico dedicado a la ciencia de la paleontología en Cuba.
Constituye una sección del parque nacional de Baconao en la que se construyó un verdadero parque prehistórico lleno de esculturas de animales extintos a tamaño natural. Se separan por épocas geológicas. Se han construido cientos de ello. Desde el Brachiosaurus de 14 m del suelo hasta la representación del Seymouria.
Incluye eslabones evolutivos humanos. Se muestran por ejemplo varios Corythosaurus junto a una pequeña cascada artificial. Incluso escenas de caza entre animales y humanos. 
Es único y posiblemente la mayor construcción de su tipo.

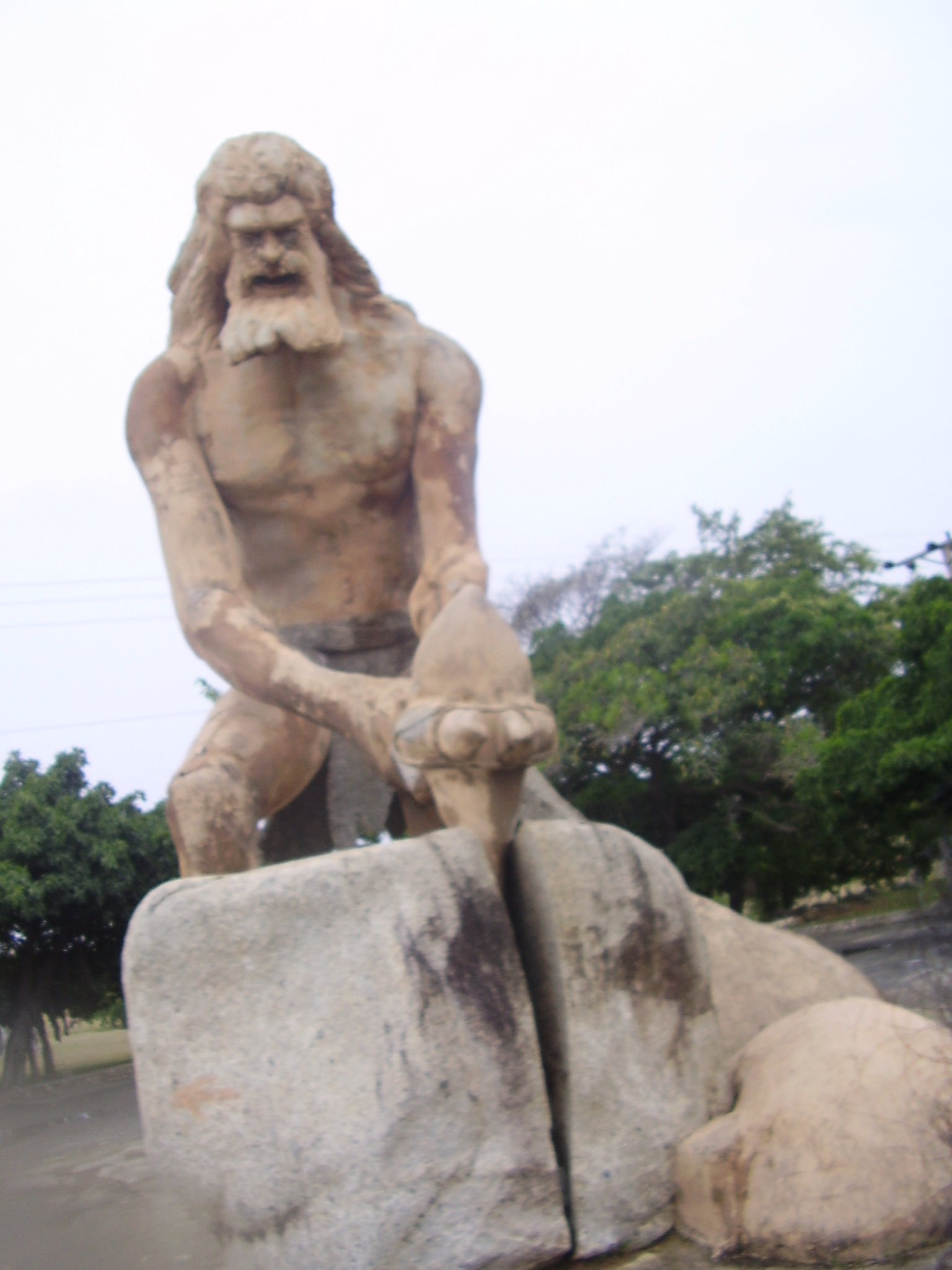
Hombre de Cro-Magnon ubicado en el Valle de la Prehistoria, Santigo de Cuba.